# Podzemna željeznica Lille
Podzemna željeznica Lille (na francuskom jeziku "Métro de Lille") sustav je podzemnog javnog prijevoza u francuskom gradu Lilleu. Dnevno prevozi oko 260.000 putnika.

## Povijest
Radovi na izgradnji počeli su 1978. godine. Metro je svečano otvoren 25. travnja 1983., ali samo djelomično. Linija 1u potpunosti je otvorena 2. svibnja 1984. Dana 3. travnja 1989. godine otvorena je Linija 2, koja je 2000. godine dodatno proširena, tako da sada vozi do blizine granice s Belgijom.

## Osnovne informacije
Sustav tračnica ukupno je dug 45.2 km i ima 60 postaja. Ukupno imaju dvije linije – Linija 1 i Linija 2. Metro se otvara u 05:00 h ujutro i radi do ponoći. Sustavom prijevoza upravlja tvrtka VAL. Zanimljivo je i to kako kotači na vlakovima imaju gumene obloge radi udobniije vožnje.